# Don-Bosco-Haus (Braunschweig)

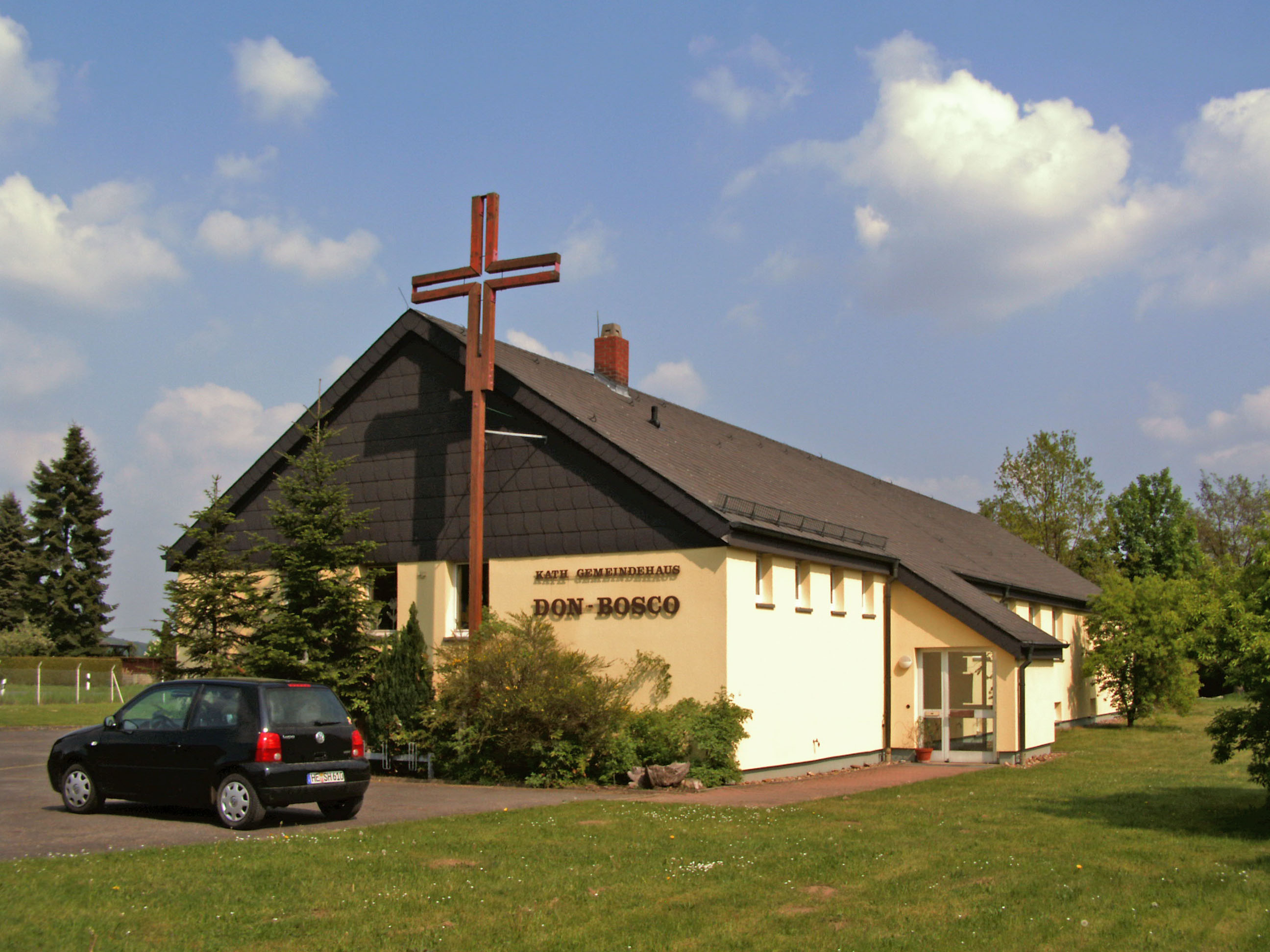
Don-Bosco-Haus

Das Don-Bosco-Haus ist das katholische Gemeindehaus in Hondelage, einem Stadtteil von Braunschweig in Niedersachsen. Das nach dem heiligen Johannes Bosco benannte Haus gehört zur Pfarrgemeinde St. Marien mit Sitz im Braunschweiger Stadtteil Querum, im Dekanat Braunschweig des Bistums Hildesheim.

## Geschichte
Nachdem sich nach 1935 unter anderem durch den Bau der Schuntersiedlung und der Vorwerksiedlung sowie der Gründung der Niedersächsischen Motorenwerke und des Volkswagen-Vorwerks die Zahl der Katholiken im Braunschweiger Norden erheblich vergrößert hatte, wurde 1940 im nahegelegenen Querum eine katholische Notkirche eingeweiht, deren Vikariegemeinde auch Hondelage umfasste.
Die Flucht und Vertreibung Deutscher aus Mittel- und Osteuropa 1945–1950 brachte weitere Katholiken nach Braunschweig und in die umliegenden Dörfer. 1946 wurde in Lehre eine Seelsorgestelle eingerichtet, zu ihrer Pfarrvikarie gehörte von da an die Ortschaft Hondelage. Die Pfarrvikarie bekam 1950/51 in Wendhausen ein Pfarrhaus, 1962 entstand neben dem Pfarrhaus eine Kirche.
1973 wohnten bereits rund 500 Katholiken in Hondelage, worauf der Seelsorger aus Wendhausen mit katholischen Gottesdiensten in Hondelage begann. Zunächst fanden die Gottesdienste im Saal eines Gasthauses statt, bevor die katholische Gemeinde mehrere Jahre die evangelische St.-Johannes-Kirche für Vorabendmessen nutzen durfte.
Nach mehrjährigen Planungen und Bemühungen um einen Bauplatz für ein katholisches Zentrum in Hondelage erwarb die Kuratie Wendhausen 1983 oder 1984 die Niederlassung der Brauerei Haake-Beck in Hondelage, die vom 6. Oktober 1984 an mit großer Eigenleistung der Gemeindemitglieder sowie finanzieller Unterstützung des Bonifatiuswerkes zum heutigen Don-Bosco-Haus umgebaut wurde. Zu dieser Zeit wohnten rund 790 Katholiken in Hondelage. Am 13. April 1986 wurde das Don-Bosco-Haus durch Altbischof Heinrich Maria Janssen eingeweiht.
Zunächst gehörte das Don-Bosco-Haus zur Pfarrei St. Martin in Wendhausen. Zum 1. November 2006 wurde die Pfarrgemeinde St. Martin aufgehoben und der Pfarrgemeinde St. Marien angeschlossen, seitdem gehört auch das Don-Bosco-Haus zur Pfarrgemeinde St. Marien.

## Ausstattung und Nutzung
Das Don-Bosco-Haus steht auf dem Grundstück Hegerdorfstraße 46, in rund 75 Meter Höhe über dem Meeresspiegel. Vor dem Haus befindet sich ein hölzernes Kreuz sowie eine im Jahre 1910 von der Glockengießerei August Mark in Brockscheid gegossene Glocke.
Im Gemeindehaus befindet sich die Kapelle „Hl. Don Bosco“, sie ist das jüngste katholische Gotteshaus in Braunschweig und verfügt über 48 Sitzplätze. Zur Ausstattung der Kapelle gehören ein hölzerner Altar, ein Marienbild und ein Keyboard; der Tabernakel und ein Kruzifix befinden sich an der Rückwand des Altarbereichs. Zwischen der Kapelle und dem Kindergarten befindet sich der Gemeindesaal, er lässt sich durch eine verschiebbare Wand zur Kapelle hin öffnen. Die Kapelle verfügte nie über einen ortsansässigen Priester, sondern wurde stets von den Geistlichen der Pfarrgemeinden St. Martin bzw. St. Marien betreut. Im Haus befindet sich auch der Gruppenraum der Georgs-Pfadfinder Sankt Martin e. V.
Darüber hinaus befindet sich im Don-Bosco-Haus der Kindergarten der nicht konfessionell gebundenen Elterninitiative Kind in Hondelage e.V., in dem in den beiden Gruppen Die kleinen Strolche und Schunterzwerge zusammen 29 Kinder im Alter von zwei bis sechs Jahren betreut werden.